# Łęczyce (województwo wielkopolskie)
Łęczyce, dawniej Łęskie Olędry – wieś w Polsce położona w województwie wielkopolskim, w powiecie nowotomyskim, w gminie Opalenica, na północny zachód od siedziby gminy.
W latach 1975–1998 miejscowość administracyjnie należała do województwa poznańskiego.
Łęczyce liczyły w 2021 roku 276 mieszkańców.
Sołtys: Bogusław Czajkowski
Wioska oddalona jest od Opalenicy o około 1 kilometr,  jest to wieś poniemiecka. Pierwszy krzyż stojący na rozwidleniu dróg ustawiony został z inicjatywy i ze środków mieszkańców wioski w 1950 roku.
Mieszkańcy wioski w okresie zaborów czynnie uczestniczyli w życiu społecznym. Józef Czepczyński i Roman Śmierzchalski byli członkami kółka rolniczego w 1913 roku. Od 9 lutego 1965 roku działa Koło Gospodyń Wiejskich.
Znajduje się tu lub raczej znajdował cmentarz wytyczony w formie kwadratu, z ponad 30 grobami  spoczywających niemieckich osadników oraz kostnica.  Niestety w latach powojennych miejsce to uległo dewastacji, a kostnica po pożarze została rozebrana.
Naprzeciwko cmentarza znajduje się budynek, w którym mieściła się szkoła najpierw dla dzieci niemieckich,  później także dla polskich. W Łęczycach dostępne są wszystkie media dzięki, którym  codzienne życie na wiosce nie ustępuje jakością od miejskich standardów. Wioskę zwodociągowano w 1992 roku, później przyszedł czas na telefony i gaz ziemny. W  tym miejscu trzeba podkreślić, że w dużej mierze infrastruktura ta istnieje dzięki wielkiemu zaangażowaniu lokalnej społeczności i to zarówno poprzez wkład finansowy jak i pracy własnej. Łęczyce z uwagi na rozproszony charakter zabudowy wioski przystąpiły do budowy przydomowych oczyszczalni ścieków.
Łęczyce to miejsce znane z produkcji  kostki brukowej i innych elementów z betonu. To tutaj swoją siedzibę ma firma Stanisława Dacha „ROUWDACH” założona w 1993 roku. Firma posiada Certyfikat ISO 9002, Certyfikat Wielkopolska Jakość oraz Złoty Medal Międzynarodowych Targów Poznańskich za wdrożenie technologii szybkiego dojrzewania betonu VAPOR, w którym to beton posiada wymaganą wytrzymałość już po 8 godzinach od momentu wyprodukowania. Ponadto firma dostarczała beton konstrukcyjny na budowę autostrady.